# Солнечное затмение 9 марта 2016 года
Солнечное затмение 9 марта 2016 года — полное солнечное затмение 130 сароса, которое можно было наблюдать в северной и центральной частях Тихого океана и на востоке Индийского океана. Частные фазы были видны из Азии и Австралии.

Максимум затмения находился в районе Каролинских островов в 1:58:19 UTC и продолжительность полной фазы там составила 4 минуты 9 секунд.
Это затмение является повторением через сарос полного солнечного затмения 26 февраля 1998 года. Следующее затмение данного сароса произойдёт 20 марта 2034 года.
Основные населённые пункты, где можно было наблюдать полное затмение
| Населенный пункт | t1    | T1       | Tmax     | T2       | t2    | Η☉    | Фmax  | T3       |
| Палембанг        | 23:20 | 00:20:48 | 00:21:44 | 00:22:40 | 01:31 | 17,7° | 1,011 | 1 м 52 с |
| Танджунгпандан   | 23:21 | 00:22:53 | 00:23:58 | 00:25:03 | 01:36 | 21,2° | 1,013 | 2 м 10 с |
| Палу             | 23:27 | 00:37:44 | 00:38:48 | 00:39:52 | 02:01 | 36,9° | 1,007 | 2 м 14 с |
| Лувук            | 23:30 | 00:41:49 | 00:43:15 | 00:44:41 | 02:07 | 41,3° | 1,014 | 2 м 52 с |
| Тидоре           | 23:36 | 00:51:18 | 00:52:52 | 00:54:26 | 02:21 | 47,7° | 1,014 | 3 м 08 с |
| Тернате          | 23:36 | 00:51:40 | 00:53:00 | 00:54:21 | 02:21 | 47,7° | 1,009 | 2 м 41 с |
| Маба             | 23:37 | 00:52:57 | 00:54:36 | 00:56:16 | 02:23 | 49,0° | 1,020 | 3 м 20 с |
| атолл Волеаи     | 00:10 | 01:38:05 | 01:40:07 | 01:42:10 | 03:15 | 72,0° | 1,022 | 4 м 06 с |

Обозначения (время по UTC): t1 — начало частных фаз затмения, T1 — начало полной фазы затмения, Tmax — момент наибольшей фазы, T2 — окончание полной фазы затмения, t2 — окончание частных фаз затмения, Η☉ — высота Солнца во время максимума затмения, Фmax — максимальная фаза, T3 — длительность полной фазы (T2 — T1).

## Изображения

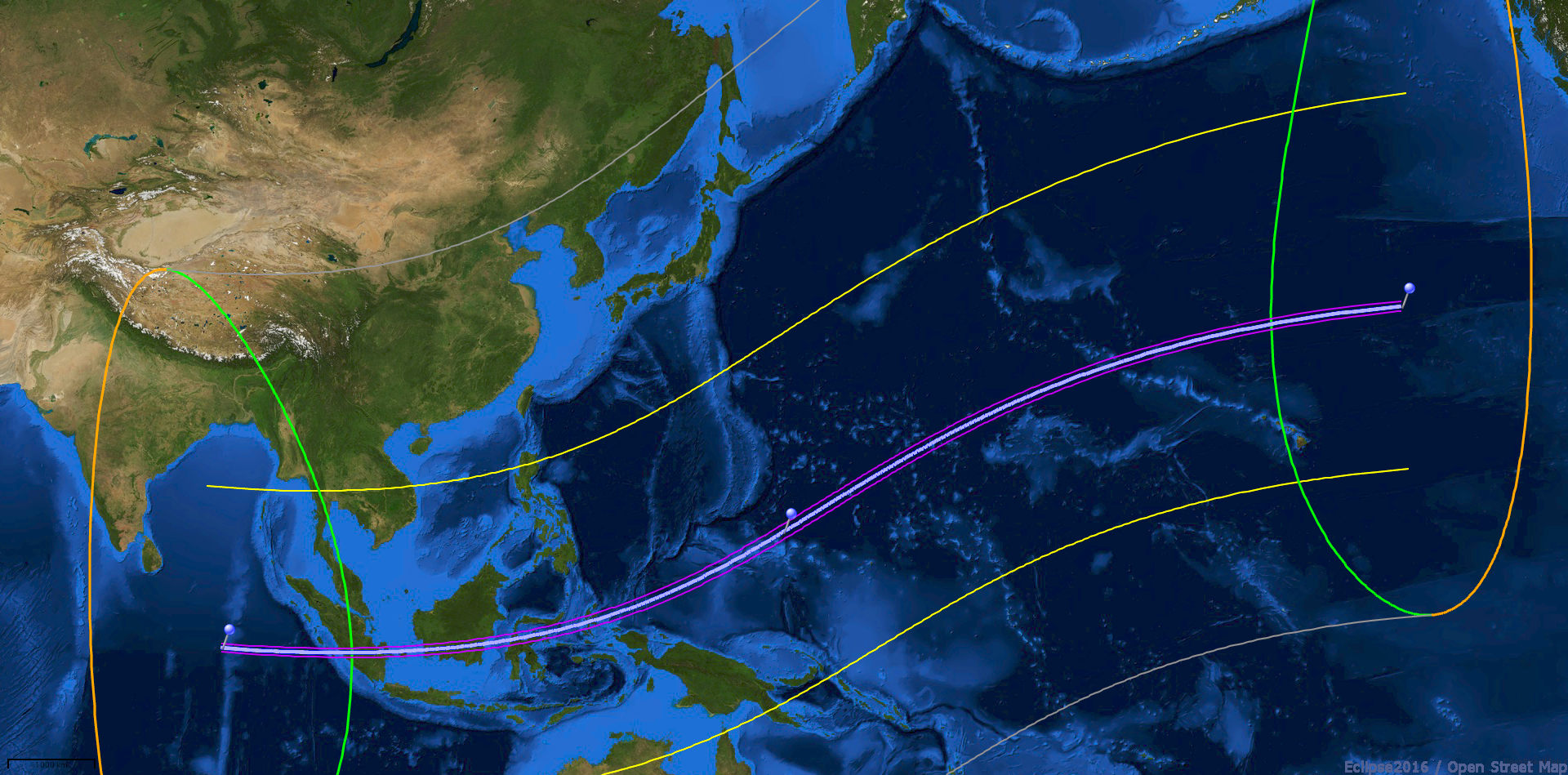
Карта солнечного затмения в 2016 году. Созданный с помощью Android-приложения Eclipse 2016
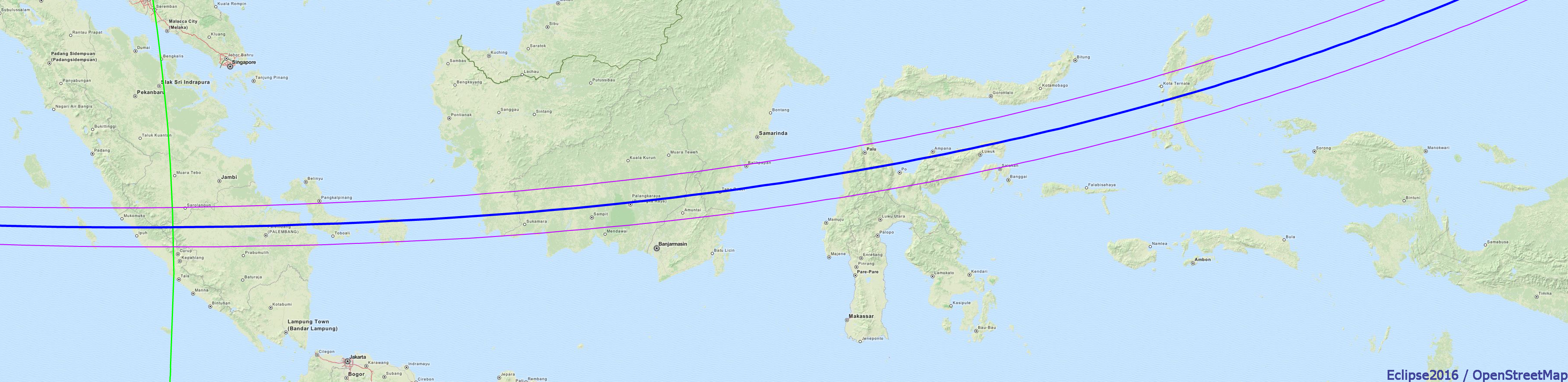
Карта солнечного затмения в 2016 году в Индонезии. (Eclipse2016 приложение)
Анимация хода затмения